# Milecastle 4
Milecastle 4 (Westgate Road) byla mílová pevnost (milecastle), jedna z mnoha na římském Hadriánově valu. Její pozůstatky leží pod Centrem umění ve městě Newcastle v ulici Westgate Road 67 až 75, na místě poněkud stranou od předpokládané polohy, která je na těchto souřadnicích: 54°58′14″ s. š., 1°36′31″ z. d.
Protože se nachází mezi předpokládanými polohami vížek 4A a 4B, objevily se návrhy, že číslování a umístění mílových pevnůstek a vížek na tuto část Hadriánova valu bude třeba znovu zvážit.

## Výstavba pevnosti
Milecastle 4 byla pevnůstkou s dlouhou osou, typ brány není znám. Takové budovala buď legie VI Victrix, která sídlila v Eboracu (Yorku), nebo Legio XX Valeria Victrix, se sídlem v Deva Victrix (Chesteru).

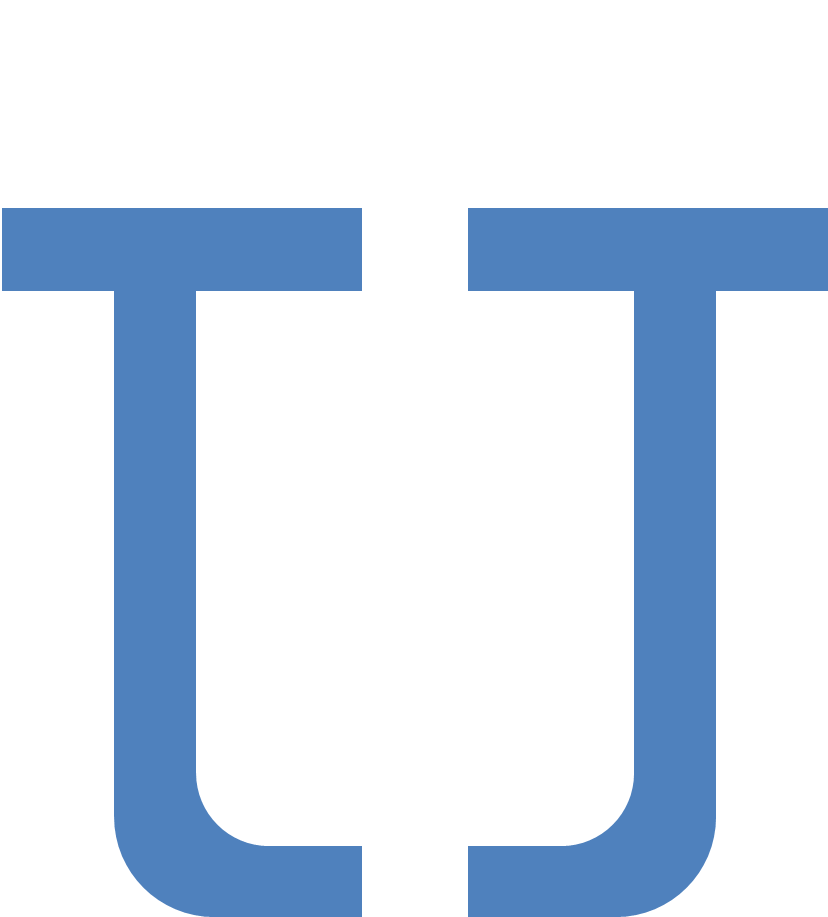
Typický půdorys mílového hradu s dlouhou osou

Milecastle byl široký 14,9 metrů a pravděpodobně 18 metrů dlouhý. Jižní val, který se podařilo vykopat, měl šířku 2,7 metru. Jeho základy byly 2,9 metru široké (jako tomu bylo u pevnůstek na východě valu). Tvořily ho kamenné desky, které jsou obvykle spojovány s pevnůstkami na valu se širokou zdí.
Našly se důkazy, že jižní brána byla někdy v minulosti zazděna.

## Vykopávky a výzkum
- 1929 a 1930 - 1440 metrů od Milecastle 3 po linii valu byla objevena římská keramika. To bylo pokládáno za místo, že stával Milecastle 4.[4]

- 1961 - Birley souhlasil s výše uvedenou lokalitou.[5]

- 1985 - Byl nalezen jihozápadný roh pevnůstky a proběhly další vykopávky.[1] Především šlo o úlomky keramiky z 2. století, proto je pravděpodobné, že pevnůstka byla zbořena před koncem 2. století.[6]

## Přidružené vížky
Každý mílový hrad Hadriánova valu měl dvě přidružené věže. Byly umístěny přibližně jednu třetinu a dvě třetiny římské míle na západ od příslušného mílového hradu a posádku v nich pravděpodobně tvořila část posádky mílové pevnůstky. Vížky spojené s Milecastle 4 jsou označovány vížka 4A a vížka 4B, avšak pevnost leží mezi předpokládanými polohami vížek.

### Vížka 4A
Není o ní nic známo. Vzhledem k tomu, že Milecastle 4 byl objeven dále na západ, než je naměřená poloha této věže, o její poloze se nic neví.

### Vížka 4B
Nic o ní není známo. Vzhledem k objevu Milecastle 4 dále na západ je velmi nepravděpodobné, že pozice, které předpokládal Birley byly přesné. Pro tuto lokalitu však existuje záznam o památce. Umístění: 54°59′37″ s. š., 1°44′12″ z. d.

## Záznamy o památkách
| Památka                         | Číslo památky | Číslo v archivu English Heritage |
| Milecastle 4                    | 623285        | NZ 26 SW 118                     |
| Původní lokalita mílového hradu | 24917         | NZ 26 SE 18                      |
| Vížka 4A                        |               |                                  |
| Vížka 4B                        | 25023         | NZ 26 SW 2                       |